# Pantoprazol
Pantoprazol (merknaam onder andere Pantozol en Pantomed) is een geneesmiddel uit de groep van de protonpompremmers. 
Het wordt gebruikt ter behandeling van maagzweren en klachten ten gevolge van gastro-oesofageale reflux. Ook wordt het middel gebruikt als maagbeschermer, bijvoorbeeld (in een dosering van 40mg per dag) bij gebruik van NSAID's als Naproxen. In combinatie met antibiotica wordt het gebruikt om de bacterie Helicobacter pylori, die maagzweren veroorzaakt en in stand houdt, uit te roeien.